# Megalybus crassus
Megalybus crassus är en tvåvingeart som beskrevs av Philippi 1865. Megalybus crassus ingår i släktet Megalybus och familjen kulflugor. Inga underarter finns listade i Catalogue of Life.